# Daisy Edgar-Jones
Daisy Jessica Edgar-Jones (Londra, 24 maggio 1998) è un'attrice britannica.
Attiva in campo cinematografico, televisivo e teatrale ha ottenuto l’attenzione internazionale per la sua interpretazione di Marianne nella miniserie televisiva Normal People (2020), per la quale ha ricevuto la candidatura al BAFTA Television Award, al Critics Choice Television Award e al Golden Globe nella sezione migliore attrice in una mini-serie o film per la televisione. Ha ricevuto una seconda candidatura al Golden Globe per il suo ruolo nella miniserie televisiva In nome del cielo (2022).

## Biografia
È nata ad Islington, un borgo di Londra, nel 1998 da padre scozzese, Philip Edgar-Jones, direttore della programmazione generalista per la Sky UK, e da madre nordirlandese, Wendy, ed è però cresciuta a Muswell Hill, un sobborgo di Haringey (Londra). Dopo aver studiato alla Open University, Daisy Edgar-Jones ha recitato in uno speciale natalizio della serie della BBC Outnumbered.
Tra il 2016 e il 2020 ha ricoperto il ruolo ricorrente di Olivia Marsden nella comedy drama Cold Feet. Nel 2018 è stata nel cast del film indipendente Pond Life. Nel 2019 ha preso parte alla serie War of the Worlds mentre l'anno successivo è stata protagonista di Normal People, un adattamento televisivo del romanzo di Sally Rooney. Per il suo ruolo ha ricevuto una candidatura ai Golden Globe e ai Critics' Choice Television Award.
A febbraio 2020 ha partecipato al revival teatrale di Albion all'Almeida Theatre, che è stato poi trasmesso sulla BBC nel mese di agosto dello stesso anno. Sempre nel 2020 è stata inserita da British Vogue in una lista delle donne più influenti dell'anno. Nel 2022 recita nei ruoli delle protagoniste femminili dei film Fresh, presentato al Sundance Film Festival, e La ragazza della palude, adattamento cinematografico dell'omonimo romanzo di Delia Owens; per il suo lavoro nella miniserie televisiva In nome del cielo, inoltre, si guadagna la seconda candidatura al Golden Globe.
Nel 2024 ha recitato, insieme a Glen Powell, nel film d'azione Twisters, che ha riscosso un ottimo successo di critica e pubblico. Nello stesso anno è nel cast di On Swift Horses e riprende la sua attività teatrale al West End, recitando in White Rabbit Red Rabbit al Soho Place e in La gatta sul tetto che scotta all'Almeida Theatre.

## Filmografia

### Cinema
- Pond Life, regia di Bill Buckhurst (2018)
- Normal People Confessions, regia di Lenny Abrahamson - cortometraggio direct-to-video (2020)
- Fresh, regia di Mimi Cave (2022)
- La ragazza della palude (Where the Crawdads Sing), regia di Olivia Newman (2022)
- Twisters, regia di Lee Isaac Chung (2024)
- On Swift Horses, regia di Daniel Minahan (2024)

### Televisione
- Outnumbered – serie TV, episodio 5x07 (2016)
- Cold Feet – serie TV, 27 episodi (2016-2020)
- Testimoni silenziosi (Silent Witness) – serie TV, episodi 20x03-20x04 (2017)
- Gentleman Jack - Nessuna mi ha mai detto di no (Gentleman Jack) – serie TV, episodi 1x03-1x04 (2019)
- War of the Worlds – serie TV, 16 episodi (2019-2021)
- Normal People – miniserie TV, 12 puntate (2020)
- Albion, regia di Rupert Goold e Rhodri Huw – film TV (2020)
- In nome del cielo (Under the Banner of Heaven) – miniserie TV, 7 puntate (2022)

## Teatro
- The Reluctant Fundamentalist di Stephanie Street, regia di Prasanna Puwanarajah. Yard Theatre di Londra (2017)
- Albion di Mike Bartlett, regia di Rupert Goold. Almeida Theatre di Londra (2020)
- White Rabbit Red Rabbit di Nassim Soleimanpour. Soho Place di Londra (2024)
- La gatta sul tetto che scotta di Tennessee Williams, regia di Rebecca Frecknall. Almeida Theatre di Londra (2024)

## Riconoscimenti
- Golden Globe
  - 2021 – Candidatura come Migliore attrice in una miniserie o film televisivo per Normal People
  - 2023 – Candidatura come Miglior attrice in una mini-serie o film per la televisione per In nome del cielo
- BAFTA
  - 2021 – Candidatura come Miglior attrice in una serie televisiva per Normal People
- Critics' Choice Awards
  - 2021 – Candidatura come Miglior attrice in una mini-serie o film per la televisione per Normal People

- AACTA Award
  - 2021– Candidatura come Miglior attrice in una serie televisiva per Normal People

- Broadcasting Press Guild
  - 2021 – Candidatura come Miglior attrice in una serie televisiva per Normal People

- Locarno Film Festival
  - 2022 – Premio speciale Leopard Club Award

## Doppiatrici italiane
Nelle versioni in italiano delle opere in cui ha recitato, Daisy Edgar-Jones è stata doppiata da:
- Lavinia Paladino in War of the Worlds, Normal People, Fresh
- Martina Felli in La ragazza della palude, Twisters
- Giulia Franceschetti in In nome del cielo